# 클라라 알론소 (배우)
클라라 알론소(Clara Alonso, 1990년 2월 2일 ~ )는 아르헨티나의 배우, 성우, 가수이다.